# Rally Cataluña de 1991
El Rally Cataluña de 1991, oficialmente 27º Rally Catalunya - Costa Brava (Rallye de España), fue la edición 27.ª, la decimotercera ronda de la temporada 1991 del Campeonato Mundial de Rally y por primera vez puntuable para el certamen mundial aunque solo para el campeonato de pilotos. Se celebró del 10 de noviembre al 13 de noviembre y contó con un itinerario de treinta y cinco tramos de asfalto y tierra que sumaban un total de 594,01 km cronometrados. También fue puntuable para el Campeonato de España de Rally y el Campeonato del Mundo de Producción.
Ese año el piloto español Carlos Sainz, que lideraba el mundial tras la celebración del Rally Costa de Marfil con una diferencia de 16 puntos sobre Juha Kankkunen,  era el favorito para llevarse el título, el cual ya había ganado el año anterior. A falta de dos pruebas, Cataluña y Gran Bretaña, Sainz necesitaba quedar por delante de su rival más directo, Kankkunen que afrontaba la prueba española sin su compañero de equipo Didier Auriol que se ausentaba por el fallecimiento de su padre. En la prueba española se inscribieron los Toyota de Sainz y Armin Schwarz y los Lancia de Kankkunen y el italiano Andrea Aghini en sustitución de Auriol. Por otro lado se encontraban los Ford Sierra oficiales de François Delecour y José María Bardolet, que debutaba en el mundial, y los Lancia Delta privados de Gustavo Trelles, Jesús Puras, Jorge Recalde y Luis Monzón.
En el primer día que se disputaba sobre asfalto, Sainz se impuso sobre Kankkunen, finalizando segundo por detrás de su compañero Schwarz. El equipo Toyota planeaba situar a Sainz al frente y situando a Schwarz por delante del finlandés lo que le daría la corona al español matemáticamente. Todo iba según lo planeado hasta que en el comienzo del segundo día el Celica se Sainz se negó a arrancar. El piloto español decidió sacar el coche del parque cerrado empujándolo, a pesar de que la maniobra lo penalizaba con 30 segundos, para que los mecánicos pudiesen arreglarlo luego. Sin embargo y a pesar de todos los intentos, nada se pudo hacer y el Celica se negó a arrancar por lo que Sainz tuvo que abandonar. Más tarde se descubriría que la centralita del motor se había visto afectada por la humedad. Con el español fuera de carrera Kankkunen tendría que invertir el orden de carrera y aprovechó los tramos de tierra para escalar posiciones. El finlandés superó a Aghini, Puras, Bardolet, Trelles y a Delecour y en el último día del rally apretó, marcó el mejor tiempo en diez tramos y a pesar de la distancia que le separaba de Schwarz finalizó segundo a un minuto y medio del alemán. La victoria fue para Armin Schwarz la primera victoria de su vida en el mundial, pero estuvo muy cerca de terminar fuera de carrera. El último día sufrió también problemas con su Celica y tuvo que empujarlo al igual que Sainz. Los mecánicos pudieron solucionar el problema y el alemán se reenganchó a la carrera conservando el liderato pero en el tramo de El Sobira, a pesar de disponer de tres minutos de ventaja, apretó y terminó volcando. Por suerte un espectador logró darle la vuelta al coche, que había quedado apoyado en un talud y el alemán terminó el tramo perdiendo solo un minuto y medio. Kankkunen que había decidido no atacar para conservar la segunda plaza terminó con una ventaja de solo cinco segundos sobre Delecour, que en el último tramo había atacado y casi dio caza al piloto de Lancia. Con todo la segunda posición a Kankkunen le valía para situarse líder del mundial con un punto de ventaja sobre Sainz, que se disputarían el título mundial en la última prueba: Gran Bretaña.

## Itinerario y ganadores
| Día        | Tramo | Nombre                                 | Distancia | Ganador                               | Tiempo    | Vel. media | Líder rally       |
| ---------- | ----- | -------------------------------------- | --------- | ------------------------------------- | --------- | ---------- | ----------------- |
| 1 (10 nov) | SS1   | Riudellots de la Selva                 | 3.00 km   | François Delecour                     | 2:09      | 83.72 km/h | François Delecour |
| 1 (10 nov) | SS2   | Sant Hilari 1                          | 15.44 km  | Armin Schwarz                         | 10:04     | 92.03 km/h | Armin Schwarz     |
| 1 (10 nov) | SS3   | Espinelves - Sant Hilari               | 24.13 km  | Armin Schwarz                         | 15:43     | 92.12 km/h | Armin Schwarz     |
| 1 (10 nov) | SS4   | Sant Hilari - Osor                     | 13.57 km  | Cancelado                             | Cancelado | Cancelado  | Armin Schwarz     |
| 1 (10 nov) | SS5   | Els Angels                             | 15.30 km  | François Delecour                     | 9:46      | 93.99 km/h | Armin Schwarz     |
| 1 (10 nov) | SS6   | Santa Pellaia                          | 9.88 km   | François Delecour                     | 7:01      | 84.48 km/h | Armin Schwarz     |
| 1 (10 nov) | SS7   | Terra Negra 1                          | 9.11 km   | Armin Schwarz                         | 5:57      | 91.87 km/h | Armin Schwarz     |
| 2 (11 nov) | SS8   | Sant Hilari 2                          | 15.44 km  | François Delecour                     | 10:04     | 92.03 km/h | Armin Schwarz     |
| 2 (11 nov) | SS9   | Arbucias - Viladrau                    | 16.42 km  | François Delecour                     | 10:31     | 93.68 km/h | Armin Schwarz     |
| 2 (11 nov) | SS10  | l'Enclusa - Sant Hilari                | 27.47 km  | François Delecour                     | 17:44     | 92.94 km/h | Armin Schwarz     |
| 2 (11 nov) | SS11  | Les Serres                             | 8.92 km   | François Delecour Armin Schwarz       | 5:24      | 99.11 km/h | Armin Schwarz     |
| 2 (11 nov) | SS12  | Coll de Bracons 1                      | 19.91 km  | François Delecour                     | 12:57     | 92.25 km/h | Armin Schwarz     |
| 2 (11 nov) | SS13  | La Trona                               | 12.83 km  | François Delecour                     | 8:24      | 91.64 km/h | Armin Schwarz     |
| 2 (11 nov) | SS14  | Costa dels Gats                        | 13.90 km  | François Delecour                     | 8:21      | 99.88 km/h | Armin Schwarz     |
| 2 (11 nov) | SS15  | Alpens - Borreda - Vilada              | 21.23 km  | François Delecour                     | 13:02     | 97.73 km/h | Armin Schwarz     |
| 2 (11 nov) | SS16  | Coll de Merolla                        | 14.10 km  | François Delecour                     | 10:35     | 79.94 km/h | Armin Schwarz     |
| 2 (11 nov) | SS17  | Coll de Santigosa                      | 10.64 km  | Armin Schwarz                         | 6:47      | 94.11 km/h | Armin Schwarz     |
| 2 (11 nov) | SS18  | Coll de Bracons 2                      | 19.91 km  | François Delecour                     | 13:01     | 91.77 km/h | Armin Schwarz     |
| 2 (11 nov) | SS19  | Collsaplana - Sant Hilari              | 26.24 km  | François Delecour José María Bardolet | 16:59     | 92.70 km/h | Armin Schwarz     |
| 2 (11 nov) | SS20  | Terra Negra 2                          | 9.11 km   | François Delecour                     | 6:05      | 89.85 km/h | Armin Schwarz     |
| 3 (12 nov) | SS21  | Castellnou - Castelladrall             | 24.53 km  | Juha Kankkunen                        | 16:21     | 90.02 km/h | Armin Schwarz     |
| 3 (12 nov) | SS22  | Castelltallat                          | 15.72 km  | Juha Kankkunen                        | 10:55     | 86.40 km/h | Armin Schwarz     |
| 3 (12 nov) | SS23  | Pinos - Freixenet - Riner              | 31.85 km  | Juha Kankkunen                        | 22:26     | 85.19 km/h | Armin Schwarz     |
| 3 (12 nov) | SS24  | Olius                                  | 14.85 km  | Armin Schwarz                         | 11:02     | 80.76 km/h | Armin Schwarz     |
| 3 (12 nov) | SS25  | Pinell - Castellar                     | 29.02 km  | Juha Kankkunen                        | 19:10     | 90.85 km/h | Armin Schwarz     |
| 3 (12 nov) | SS26  | Cardona - Naves - Montmajor            | 20.07 km  | Juha Kankkunen                        | 13:36     | 88.54 km/h | Armin Schwarz     |
| 3 (12 nov) | SS27  | Montmajor - Montclar - Casserres       | 12.62 km  | Juha Kankkunen                        | 8:55      | 84.92 km/h | Armin Schwarz     |
| 3 (12 nov) | SS28  | Sant Jaume de Frontanya                | 9.95 km   | Armin Schwarz                         | 8:43      | 68.49 km/h | Armin Schwarz     |
| 3 (12 nov) | SS29  | Riera de Merles                        | 14.36 km  | Cancelado                             | Cancelado | Cancelado  | Armin Schwarz     |
| 3 (12 nov) | SS30  | Vallclara - Bancells                   | 21.17 km  | Armin Schwarz                         | 19:25     | 65.42 km/h | Armin Schwarz     |
| 3 (13 nov) | SS31  | Lloret de Mar                          | 14.75 km  | Juha Kankkunen                        | 13:43     | 64.52 km/h | Armin Schwarz     |
| 3 (13 nov) | SS32  | La Creu de Lloret                      | 11.00 km  | Juha Kankkunen                        | 8:04      | 81.82 km/h | Armin Schwarz     |
| 3 (13 nov) | SS33  | El Sobira                              | 30.25 km  | Juha Kankkunen                        | 25:56     | 69.99 km/h | Armin Schwarz     |
| 3 (13 nov) | SS34  | Santa Coloma - Sant Feliu de Buixalleu | 30.08 km  | Juha Kankkunen                        | 26:35     | 67.89 km/h | Armin Schwarz     |
| 3 (13 nov) | SS35  | El Vilar                               | 7.24 km   | Armin Schwarz                         | 5:12      | 83.54 km/h | Armin Schwarz     |

## Clasificación final
| Pos.                 | Piloto               | Copiloto          | Automóvil                     | Tiempo  | Diferencia | Puntos |
| WRC                  | WRC                  | WRC               | WRC                           | WRC     | WRC        | WRC    |
| -------------------- | -------------------- | ----------------- | ----------------------------- | ------- | ---------- | ------ |
| 1.                   | Armin Schwarz        | Arne Hertz        | Toyota Celica GT-4 (ST165)    | 6:44:42 | 0.0        | 20     |
| 2.                   | Juha Kankkunen       | Juha Piironen     | Lancia Delta HF Integrale 16v | 6:46:15 | +1:33      | 15     |
| 3.                   | François Delecour    | Daniel Grataloup  | Ford Sierra Cosworth 4x4      | 6:46:20 | +1:38      | 12     |
| 4.                   | José María Bardolet  | Antonio Rodríguez | Ford Sierra Cosworth 4x4      | 6:50:22 | +5:40      | 10     |
| 5.                   | Andrea Aghini        | Sauro Farnocchia  | Lancia Delta HF Integrale 16v | 6:51:44 | +7:02      | 8      |
| 6.                   | Jorge Recalde        | Martin Christie   | Lancia Delta HF Integrale 16v | 7:03:42 | +19:00     | 6      |
| 7.                   | Luis Monzón          | Álex Romaní       | Lancia Delta HF Integrale 16v | 7:09:08 | +24:26     | 4      |
| 8.                   | Fernando Capdevila   | Alfredo Rodríguez | Ford Sierra Cosworth 4x4      | 7:37:51 | +53:09     | 3      |
| 9.                   | Joaquim Casasayas    | Manuel Dalmases   | Peugeot 309 GTI               | 7:50:24 | +1:05:42   | 2      |
| 10.                  | José María Ponce     | José Carlos Déniz | BMW 325ix                     | 7:50:33 | +1:05:51   | 1      |
| PWRC                 |                      |                   |                               |         |            |        |
| 1. (8.)              | Fernando Capdevila   | Alfredo Rodríguez | Ford Sierra Cosworth 4x4      | 7:37:51 | 0.0        |        |
| 2. (11.)             | Carlos Menem, jr.    | Víctor Zucchini   | Ford Sierra Cosworth 4x4      | 7:53:15 | +15:24     |        |
| 3. (12.)             | Jaime Azcona         | Carlos Del Barrio | Peugeot 205 GTI               | 8:11:35 | +33:44     |        |
| Campeonato de España |                      |                   |                               |         |            |        |
| 1. (4.)              | Josep María Bardolet | Antonio Rodríguez | Ford Sierra RS Cosworth 4x4   | 6:50:22 | 0.0        |        |
| 2. (7.)              | Luis Monzón          | Álex Romaní       | Lancia Delta Integrale 16V    | 7:09:08 | +18:46     |        |
| 3. (8.)              | Fernando Capdevila   | Alfredo Rodríguez | Ford Sierra Cosworth 4x4      | 7:37:51 | +47:29     |        |
| 4. (9.)              | Joaquim Casasayas    | Manuel Dalmases   | Peugeot 309 GTI               | 7:50:24 | +1:00:02   |        |
| 5. (10.)             | José María Ponce     | José Carlos Déniz | BMW 325i                      | 7:50:33 | +1:00:11   |        |
| 6. (12.)             | Jaime Azcona         | Carlos Del Barrio | Peugeot 205 GTI               | 8:11:35 | +1:21:13   |        |
| 7. (13.)             | Carina Boronat       | Silvia Figuerola  | Volkswagen Golf GTi 16V       | 8:14:42 | +1:24:20   |        |
| 8. (14.)             | Kiko Cima            | Jacinto Martínez  | Renault Clio 16S              | 8:17:31 | +1:27:09   |        |
| 9. (15.)             | Miguel Solé          | Joan Moreno       | Peugeot 205 Rallye            | 8:18:35 | +1:28:13   |        |
| 10. (16.)            | Vicente Cabanes sr.  | Ángel Candela     | Peugeot 309 GTI               | 8:18:5  | +1:28:37   |        |